# Windmolen van Breberen

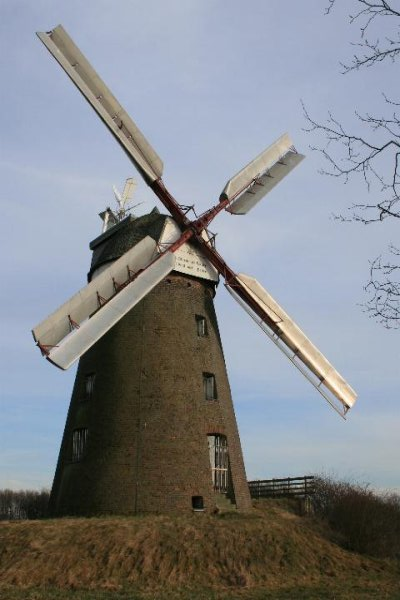
Windmolen van Breberen

De Windmolen van Breberen is een ronde stenen molen gelegen aan de Waldfeuchter Straße te Breberen.

## Geschiedenis
De molen, die fungeerde als korenmolen, werd gebouwd in 1842 en was in bedrijf tot 1961. In 1950 kreeg de molen wieken van aluminium met beweegbare delen, waardoor de molen tegenwoordig ook als technisch monument betekenis heeft.
In 1964 kwam de molen als museummolen aan de Kreis Heinsberg en in 2006 aan de gemeente Gangelt. De molen is maalvaardig en regelmatig in werking. Naast de molen bevindt zich een café.
Op het molenbord staat het vers: An Sturm und Wetter ist Gott mein Retter.